# Reynaldo Dagsa
Reynaldo Dagsa (Manila, 1975 – Caloocan, 1º gennaio 2011) è stato un politico filippino.
Dopo l'esperienza militare come caporale nell'esercito filippino ha iniziato l'attività politica come membro del Barangay Peacekeeping Action Team (BPATs) ed è stato consigliere nel Barangay (la più piccola unità del governo locale nelle Filippine) a Caloocan fino al suo assassinio avvenuto nel 2011.

## Assassinio e foto
La sua morte raggiunse la notorietà grazie alla foto scattata da Dagsa stesso. Mentre Dagsa scattava una foto alla sua famiglia durante il Capodanno 2011 catturò inavvertitamente i volti del suo assassino e di un complice. Nella foto viene immortalato l'assassino, un rapinatore in libertà vigilata, puntare la pistola verso Dagsa pochi secondi prima che il colpo partisse. 
Dagsa fu portato di corsa all'ospedale Martinez ma fu immediatamente dichiarato morto per una ferita da arma da fuoco calibro .45 alla testa. La foto è stata successivamente consegnata alla polizia di Caloocan. Due sospetti complici, Michael Gonzales e Rommel Oliva, furono arrestati il 3 gennaio. L'assassino è stato identificato grazie alla foto nella persona di Arnel Buenaflor e arrestato il 7 gennaio. Buenaflor, membro della banda criminale dei Pasaway è stato accusato di omicidio. Durante l'interrogatorio dichiarò di aver sparato a Dagsa come atto di vendetta per essere stato colpito alla testa da presunte persone associate a Dagsa durante una sparatoria avvenuta mesi prima. La polizia ha attribuito il motivo agli sforzi di Dagsa nel mantenere la pace nel distretto del Barangay.